# APAF
A Associação Portuguesa de Árbitros de Futebol (APAF) é uma organização sem fins lucrativos, que tem como objetivo representar os árbitros de todo o país junto da Liga Portugal ou da Federação Portuguesa de Futebol.
Foi fundada a 12 de maio de 1979, a sua sede situa-se em Sintra. 

## História
Em janeiro de 1979, um grupo de Árbitros de Futebol entre eles, Alberto Hélder, António Marçal, Carlos Santos, Fernando Correia, Fradique Figueiredo, Joaquim Campos e Mário Real, resolvem convocar uma reunião de árbitros da Comissão Distrital de Árbitros da Associação de Futebol de Lisboa depois de terem conhecimento da portaria nº17/79, de 12 Janeiro, que mandava integrar de imediato a arbitragem no seio da FPF e das associações distritais e que no entender dos mesmos a arbitragem poderia vir a perder a independência e autonomia que dispunha até à data, e a aplicabilidade do documento e as constantes agressões que se verificavam a nível nacional, levou este grupo de corajosos a convocar a referida reunião nas instalações da Associação de Futebol de Lisboa na rua dos Fanqueiros, que viria mais tarde a ser a morada desta Associação de Classe, por cedência da Associação de Futebol de Lisboa.
Mais de uma centena de árbitros analisaram a situação vivida, decorrente da referida Portaria, da qual, dentre outros incómodos, ressaltava o facto de não ter proporcionado qualquer transmissão de poderes, a nível de dirigismo, o que levou a arbitragem ter caído num preocupante e nefasto vazio.
Face aos resultados negativos que até aí se presenciaram, e que se perspetivavam agravar-se, resolveram criar a sua Associação de classe, adotando inicialmente a sigla APA-Associação Portuguesa de Árbitros, pois pretendia englobar os árbitros de todas as atividades desportivas, mas com setores específicos para cada modalidade.
Então, a 11 de maio de 1979, realizou-se a Assembleia Constituinte da Associação Portuguesa de Árbitros, com a participação de 75 árbitros, logo qualificados como seus sócios fundadores. Dado a reunião ter terminado já no dia seguinte, dia 12 de maio, esta foi a data considerada para efeitos de fundação da Associação.

### Outras Datas Relevantes
- No dia 22 de junho de 1979, realizou-se a posse dos primeiros corpos gerentes.
- A 3 de fevereiro de 1980 é inaugurada a sua primeira sede própria na Avenida Almirante Reis em Lisboa.
- A 12 de novembro de 1992 alterou-se a designação de APA para a atual APAF.
- A 23 de outubro de 2013 é atribuída a Declaração de utilidade pública à APAF.
- A 15 de agosto de 2017 é inaugurada a sua nova sede em instalações próprias.

## Órgãos Sociais

### Mandato de 2020-2024

#### Direção
- Presidente: Luciano Gonçalves - Leiria
- Vice-Presidente: Gustavo Sousa
- Vice-Presidente: Nuno Roque
- Vice-Presidente: José Rodrigues  - Lisboa
- Tesoureiro: José Borges - Lisboa
- Secretário: Sérgio Mendes
- Vogal: Fernando Gonçalves - Viana do Castelo
- Vogal: Roberto Rebelo
- Vogal: Eunice Mortágua
- Vogal: Manuel Escaleira
- Vogal: Diana Henriques

#### Mesa da Assembleia-Geral
- Presidente: Artur Soares Dias - Porto
- Vice-Presidente: Antonino Silva
- Secretária: Ana Amorim - Porto

#### Conselho Fiscal
- Presidente: Miguel Castilho
- Secretária: Teresa Oliveira
- Relator: Adão Azevedo - Porto

#### Conselho Deontológico e Disciplinar
- Presidente: Luís Godinho
- Secretário: Rui Teixeira
- Vogal: Nuno Bogalho - Coimbra

### Mandato de 2016-2020

#### Direção
- Presidente: Luciano Gonçalves - Leiria
- Vice-Presidente: Rui Rodrigues - Lisboa
- Vice-Presidente: Hugo Pacheco - Porto
- Diretor: José Borges - Lisboa
- Diretor: José Rodrigues - Lisboa
- Diretor: Nuno Mendes - Leiria
- Diretor: Fernando Gonçalves - Viana do Castelo
- Diretor: Luís Ferreira - Coimbra
- Diretor: Luís Brás - Guarda

#### Mesa da Assembleia-Geral
- Presidente: Artur Soares Dias - Porto
- Vice-Presidente: Nuno Almeida - Algarve
- Secretária: Ana Amorim - Porto

#### Conselho Fiscal
- Presidente: Nuno Bogalho - Coimbra
- Vice-Presidente: João Rodrigues - Lisboa
- Relator: Adão Azevedo - Porto

#### Conselho Deontológico e Disciplinar
- Presidente: Hugo Miguel - Lisboa
- Secretário: João Pinheiro - Braga
- Membro: Rui Licínio - Porto

## Academia APAF

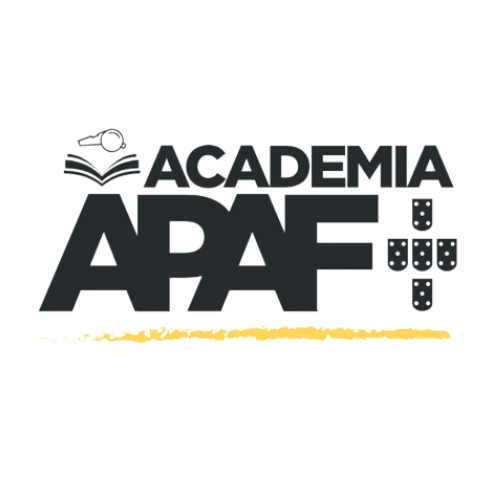
Logotipo Academia APAF

A Academia APAF nasceu sobre a necessidade formativa dos árbitros e é um projeto que procura dispor de um conjunto de formações tanto para árbitros e demais agentes desportivos, como para núcleos, associações de futebol, congéneres internacionais e clubes de futebol.
Esta pretende abordar temáticas como:
- Desenvolvimento pessoal;
- Treino mental e comportamental;
- Inteligência emocional;
- Comunicação verbal e não verbal;
- Liderança;
- Empreendedorismo;
- Marca pessoal;
- Carreiras duais;
- Nutrição;
- Treino integrado;
- Associativismo;
- Gestão associativa;
- Planeamento;
- Organização e a gestão de projeto.

Ainda que a responsabilidade sobre esta matéria recaia sobre os conselhos de arbitragem das respetivas associações de futebol e do conselho de arbitragem da Federação Portuguesa de Futebol, a Academia APAF procura apoiar também os seus associados no seu crescimento.
Os primeiros passos foram dados através do Encontro Nacional do Árbitro Jovem e do Encontro Nacional de Árbitros. Nestes eventos, que reúnem árbitros de todo o país, o objetivo é dar-lhes mais ferramentas e informação sobre a arbitragem, indo desde as aulas práticas de campo ou no pavilhão, até à gestão emocional. 
Posteriormente, surgiram as Mesas Redondas, as quais acontecem uma vez por mês e promovem temas transversais às diversas modalidades (futebol 11, futsal e futebol de praia) , tendo sempre prestigiados convidados das modalidades elencadas.
Atualmente, a Academia lançou, em colaboração com algumas entidades formadoras, alguns cursos de curta duração que vão desde as softs skills até ao inglês, aprendizagens que podem expandir os horizontes dos árbitros e da arbitragem portuguesa num mundo cada vez mais exigente e em que é imperativo saber um pouco de tudo.   

## APAF Solidária

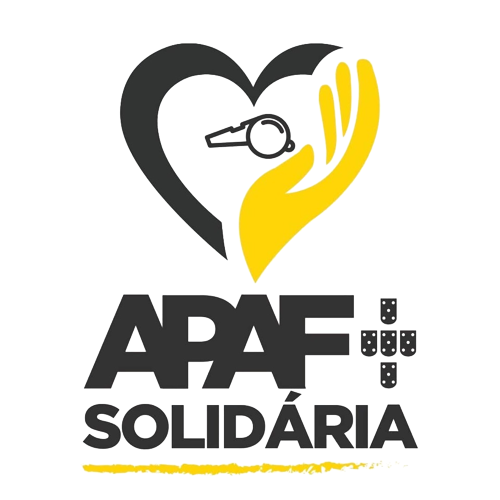
Logotipo criado no âmbito da APAF Solidária

A APAF tem demonstrado nos último anos sempre um interesse em apoiar causas com responsabilidade social. Consolidou projetos que visam principalmente jovens em situação de carência, como o projeto de Futebol de Rua em parceria com a Associação CAIS. Esse projeto é organizado anualmente com o objetivo de proporcionar a prática desportiva em modo campeonato para jovens em situação de vulnerabilidade, contando com a contribuição da APAF através da nomeação de equipas de arbitragem.
A relação da APAF com organizações como a ANDDI (Associação Nacional de Desporto para Desenvolvimento Intelectual, antigamente designada por ANDDEM - Associação Nacional de Desporto para a Doença Mental) e a ACREDITAR é duradoura e estreita. Em 2021, a APAF organizou uma ação solidária em colaboração com todos os clubes da Liga NOS, destacando o compromisso do futebol em ir além do campo e causar um impacto positivo na comunidade.
Para fortalecer ainda mais este compromisso, foi introduzido o logótipo da APAF Solidária, indicando a orientação da associação em estreitar laços com diversas instituições e comunidades, permitindo a humanização do papel do árbitro.

A vertente solidária é e será sempre uma das principais bandeiras da APAF e dos árbitros. A APAF está determinada em deixar uma marca positiva na comunidade desportiva e na sociedade em geral, reforçando que o futebol e o futsal são muito mais do que jogos e que o desporto pode servir de modelo positivo para todos.